# Hipsukjauratjah (Arjeplogs socken, Lappland, 737827-154637)
Hipsukjauratjah är en sjö i Arjeplogs kommun i Lappland och ingår i Skellefteälvens huvudavrinningsområde.